# 聖胡利安山
8°38′45″S 77°47′09″W / 8.645969°S 77.785949°W
聖胡利安山（西班牙語：San Julián），是秘魯的山峰，位於該國北部安卡什大區，由瓦伊拉斯省的尤拉克馬爾卡區負責管轄，屬於布蘭卡山脈的一部分，海拔高度5,326米。